# Фарбер (Мисури)
Фарбер (енгл. Farber) град је у америчкој савезној држави Мисури.

## Демографија
По попису из 2010. године број становника је 322, што је 89 (-21,7%) становника мање него 2000. године.
| Група             | 2000.       | 2010.       |
| Белци             | 405 (98,5%) | 298 (92,5%) |
| Афроамериканци    | 0 (0,0%)    | 5 (1,6%)    |
| Азијати           | 1 (0,2%)    | 0 (0,0%)    |
| Хиспаноамериканци | 0 (0,0%)    | 2 (0,6%)    |
| Укупно            | 411         | 322         |